# Universiteit van Virginia
De Universiteit van Virginia (Engels: University of Virginia (UVA) of kortweg Virginia) is een openbare onderzoeksuniversiteit in Charlottesville, Virginia. De universiteit is opgericht door Thomas Jefferson en wordt ook weleens de Mr. Jefferson's University genoemd. Het is de enige universiteit in Noord-Amerika, waarvan de campus, die in de stijl uit de tijd van Jefferson is gebouwd, op de UNESCO Werelderfgoedlijst is geplaatst. De universiteit was de eerste in de Amerikaanse geschiedenis die programma's aanbood in architectuur, sterrenkunde en filosofie, en de eerste universiteit in Amerika die kerk en onderwijs scheidde.

## Alumni
Bekende alumni van de Universiteit van Virginia zijn onder meer:
- Edgar Allan Poe
- Woodrow Wilson
- Robert Kennedy (1951) en Ted Kennedy (1959)
- John Charles Thomas (1972) en Cleo Powell (1979), leden van het Hooggerechtshof van Virginia
- Kathryn Thornton, astronaut
- Georgia O'Keeffe, schilderes
- Katie Couric, journalist
- Jonas Saxton, golfprofessional
- Bruce Arena, Amerikaanse voetbalcoach
- John V. Tunney (1959), senator
- de president van de NASDAQ
- een aantal leiders van de Verenigde Staten en de Europese Unie.